# Joseph Wamps
Bernard-Joseph Wamps (n. 30 noiembrie 1689, Lille, Franța – d. 9 august 1744, Lille, Franța) a fost un pictor francez care a realizat multe picturi religioase.

## Biografie
Tatăl său a fost înscris în „Registre aux Bourgeois” și a luat primele lecții în orașul natal de la Arnould de Vuez⁠(d). Mai târziu, a studiat pictura pe porțelan la manufactura locală și a plecat la Paris, unde a lucrat în studiourile lui Pierre-Jacques Cazes⁠(d). În jurul anului 1706, el a pictat prima sa lucrare majoră: „Sfântul Ioan predicând în pustiu”, comandată de familia Lancry.
În 1715, a primit Prix de Rome al Académie royale de peinture et de sculpture⁠(d) pentru interpretarea lui Judith decapitându-l pe Holofernes  și a primit o pensie pentru a studia la Academia Franceză din Roma, unde a petrecut cinci ani.
După ce s-a întors în 1720, a primit numeroase comenzi de la instituțiile religioase și a creat decorațiuni pentru reședința guvernatorului. A lucrat în toată zona, realizând picturi murale și alte lucrări la biserici și mănăstiri din Douai, Cambrai, Arras, Tournai, Gent și Valenciennes. În cele din urmă, a obținut suficienți bani pentru a cumpăra casa fostului său profesor, Vuez.
Țesătorul Guillaume Werniers a produs o serie de tapiserii despre viața lui Hristos, după desene ale lui Wamps. Acestea au fost instalate în sala corului „Église Saint-Sauveur”. Majoritatea au fost ulterior mutate în muzee, dar una a ajuns la „Église Saint Pierre d'Antioche” din Villeneuve-d'Ascq.
Picturile sale pentru Abația Anchin au fost distruse în timpul celui de-al Doilea Război Mondial și acum sunt păstrate doar ca schițe. Alte lucrări majore includ „Visul Sfântului Iosif” și „Învierea lui Hristos” la Hospice Comtesse și „Judecata lui David” la Palais des Beaux-Arts din Lille.